# 梅耶洛维奇大楼
梅耶洛维奇大楼位于黑龙江省哈尔滨市南岗区东大直街364号，红博广场东北角红博广场东南侧。2013年被列为第七批全国重点文物保护单位。。
梅耶洛维奇大楼由犹太人畜牧业主鲍利斯•达尼洛维奇•梅耶洛维奇出资，建于1921年，由俄罗斯犹太人尤·彼·日丹诺夫设计，是一座文艺复兴建筑风格的三层建筑，拥有巍峨典雅的古典柱式和穹顶。建成后，一楼为梅耶洛维奇开办的波皮沃任斯基医院。1924年左右，犹太人画家M．基奇金在梅耶洛维奇大楼三楼开设荷花艺术学校，任课教师大多是在俄国十月革命后从前苏联逃到哈尔滨的知名艺术家。
1949年以后曾开设秋林公司职工俱乐部，后改为哈尔滨市少年宫。2013年作为哈尔滨犹太人活动旧址群的一部分被列为第七批全国重点文物保护单位。